# 합성어
합성어(合成語, 문화어: 합친말; 영어: compound)는 합쳐진 단어이다.

## 내용
합성어는 어근과 어근이 결합하여 하나의 단어가 된 것을 말하며 주로 어떠한 것과 어떠한 것이 합하여져 어떠한 것을 글로 표기하거나 가리킬 때 사용된다. 이때 합하여져 만들어진 단어의 사이는 붙여쓴다.
합성어는 문법상 매우 중요한데 한 예로 띄어쓰기 하나만으로 뜻하는 바가 달라진다.
‘작은 아버지’와 ‘작은아버지’를 예로 들면 ‘작은 아버지’는 그 모양이 작은 아버지를 뜻하게 되며, ‘작은아버지’는 아버지의 남동생을 뜻하게 된다.

## 분류
- 대등 합성어: 어근이 대등하게 본래의 뜻을 유지하는 것이다. 결합하면서 한 어근의 형태가 바뀔 때도 있다.

예) 앞뒤, 마소, 똥오줌, 까막까치, 논밭, 팔다리, 여닫다, 뛰놀다, 높푸르다 등
- 종속 합성어: 한 어근이 다른 어근을 꾸미는 것이다.

예) 소나무, 물걸레, 손수건, 가죽신, 소고기, 국밥, 뛰어가다 등
- 융합 합성어: 두 낱말이 결합하면서 본래의 뜻은 사라지고, 새로운 하나의 뜻이 생겨나는 것이다.

예) 밤낮(늘), 춘추(나이), 바늘방석(앉아있기에 불안스러운 자리), 종이호랑이(겉보기에는 힘이 셀 것 같으나 실제로는 약한 것), 쑥밭(크게 파괴되어 못쓰게 된 것), 피땀(노력, 수고), 실마리(일이나 사건을 풀어나갈 수 있는 첫머리), 물불(어려움, 위험), 쥐뿔(아주 보잘것없는 것) 등

## 예문
- ‘잿물을 덮지 아니한, 진흙만으로 구워 만든 그릇’인 ‘질그릇’은, ‘질그릇을 만드는 흙’을 뜻하는 명사 ‘질’과, 명사 ‘그릇’이 결합한 합성어로 ‘질그릇’으로 표기한다: 질그릇(O), 질 그릇(X)
- ‘구름’과 ‘다리’가 합하여져 ‘구름다리’를 글로 표기할 때: 구름다리(O), 구름 다리(X)
- ‘돌’과 ‘다리’가 합하여져 ‘돌다리’를 글로 표기할 때: 돌다리(O), 돌 다리(X)
- ‘손’과 ‘가방’이 합하여져 ‘손가방’을 글로 표기할 때: 손가방(O), 손 가방(X)
- ‘솜’과 ‘사탕’이 합하여져 ‘솜사탕’을 글로 표기할 때: 솜사탕(O), 솜 사탕(X)
- ‘대한’과 ‘민국’이 합하여져 ‘대한민국’을 글로 표기할 때: 대한민국(O), 대한 민국(X)

이와 같이 단어와 단어가 합하여져 어떠한 것을 글로 표기할 때에는‘붙여쓰기’로 표기한다.

## 같이 보기
- 케닝그
- 신조어
- 어형성